# Shichi-go-san
Shichi-Go-San (七五三, bokstavligt "sju-fem-tre") är en traditionell rit och festival i Japan för tre- och sjuåriga flickor samt tre- och femåriga pojkar, som hålls 15 november årligen . Barnen tackar då för sin tillväxt och ber för sin hälsa och ett långt liv.

## Historia
Shichi-go-san har uppkommit som ett samlingsbegrepp för av flera äldre övergångsriter för små barn i Japan. Gemensamt för dessa är att de kommit till för att fira och be för barnens övergång från den yngre barndomen yoji till den äldre barndomen jido. Dessa har varierat över tiden och mellan olika samhällsklasser och regioner, de vanligaste har varit:
- Kamioki (髪置) var en ceremoni som både pojkar och flickor genomgick vid tre års ålder. Efter denna fick de låta håret, som fram till dess hållits kortklippt, växa ut.[4]
- Hakama-gi (袴着) var en ritual då pojkar vid fem års ålder fick bära hakama för första gången.[4]
- Obitoki (帯解) var en rit då flickor som fyllt sju ersatte de enkla band som de använt för att knyta sina kimono med den traditionella obin.[4]

Datumet den 15 november har länge ansetts vara en lyckosam dag. Den blev speciellt förknippad med shichi-go-san när den femte Tokugawa shogunen, Tsunayoshi höll riter för sin son Tokumatsu den dagen.

## Modernt firande

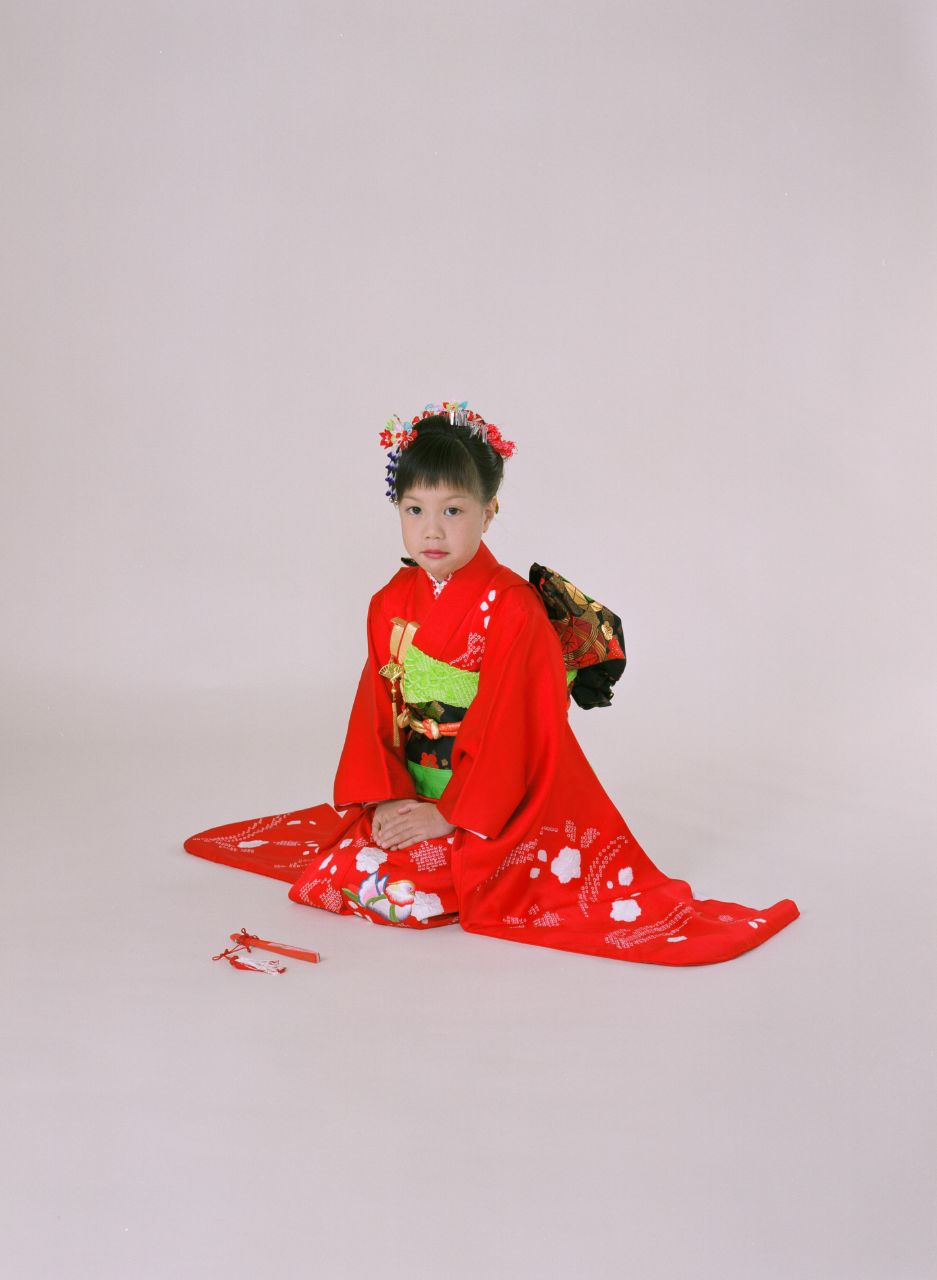
Flicka fotograferad i sin kimono i anslutning till Shichi-go-san.

Idag praktiseras seden så att pojkar och flickor i de angiva åldrarna klär upp sig, pojkarna bär don haorijackor och hakama, medan flickor bär kimono under besöket till en Jinja. På senare tid har det blivit vanligare att barnen inte bär de traditionella japanska högtidsdräkterna utan är uppklädda på västerländskt manér.
Eftersom det inte är en nationell helgdag, firas den av de flesta under den närmaste veckohelgen.
Efter besöket vid en jinja får barnen chitose-ame (千歳飴, lit: "tusen års godis") som anses ge ett långt liv. Chitose-ame har formen av två avlånga stänger (typiskt 15 mm i diameter och 1 m långa), en vit och en rosa. De kommer i en påse som är dekorerad med symboler som också symboliserar ett långt liv, vanligen Tranor och Sköldpaddor.
En modernare vana är att låta fotografera sina barn i högtidsdräkterna.
Ibland hålls också formella banketter vid Shichigosan.